# Andrew Vachss
Andrew Vachss (Nueva York, 19 de octubre de 1942-Nueva York, 27 de diciembre de 2021) fue un escritor estadounidense de género hard-boiled.

## Biografía
Abogado especializado en la defensa de los menores, antes de volverse escritor ha sido investigador federal, asistente social, director de un penitenciario para menores y enviado de la ONU en Biafra durante la guerra.
Activista y creador de campañas mediáticas como "Don't buy Thai" en contra de la prostitución infantil en el sureste asiático, apasionado de perros de presa y del blues de Son Seals, Judy Henske y Doc Pomus.
Ganador del premio "Raymond Chandler" en el 2000, del "Grand prix de Litérature Policière" en 1988, del "Falcon Award" en 1988 y del "Deutschen Krimi Preis" en 1989.
Amigo de Joe R. Lansdale, junto al cual ha colaborado también en algunas historias breves, ha escrito a menudo también para el mundo del cómic. El principal protagonista de sus novelas es Burke.
Vivió en New York City, junto a su esposa Alice, rodeado de perros.

## Obras principales

### Libros y artículos
1. The Life-Style Violent Juvenile: The Secure Treatment Approach (Lexington, 1979)
2. The Child Abuse-Delinquency Connection — A Lawyer's View (Lexington, 1989)
3. Artículos y ensayos

### Novelas - Serie de Burke
1. Flood (1985)
2. Strega (1987)
3. Blue Belle (1988)
4. Hard Candy (1989)
5. Blossom (1990)
6. Sacrifice (1991)
7. Down in the Zero (1994)
8. Footsteps of the Hawk (1995)
9. False Allegations (1996)
10. Safe House (1998)
11. Choice of Evil (1999)
12. Dead and Gone (2000)
13. Pain Management (2001)
14. Only Child (2002)
15. Down Here] (2004)
16. Mask Market (2006)

### Otras novelas
1. Shella (1993)
2. Batman: The Ultimate Evil (1995)
3. A Bomb Built in Hell (2000)
4. The Getaway Man (2003)
5. Two Trains Running (2005)

### Colecciones
1. Born Bad (1994)
2. Everybody Pays (1999)
3. Proving It (2001)

### Cómic
1. Hard Looks (1992-93)
2. Batman: The Ultimate Evil (1995)
3. Cross (1995) con James Colbert
4. Predator: Race War (1995)
5. Alamaailma (1997) en la lengua finesa
6. Hard Looks (1996, 2002)
7. Another Chance To Get It Right: A Children's Book for Adults (1993, 1995) (Reimpreso con el material escrito adicional, 2003.)